# Forcipella involucrata
Forcipella involucrata är en akantusväxtart som beskrevs av Raymond Benoist. Forcipella involucrata ingår i släktet Forcipella och familjen akantusväxter. Inga underarter finns listade i Catalogue of Life.